# Чоботовская улица
Чо́ботовская улица — улица в районе Ново-Переделкино Западного административного округа города Москвы. Расположена между Боровским шоссе и Лукинской улицей. Нумерация домов ведётся от Боровского шоссе. С нечётной (левой) стороны к Чоботовской примыкает улица Скульптора Мухиной.

## Название
Улица названа по примыкающему к ней посёлку Чоботы (вошёл в состав Москвы в 1984 году).

## Застройка, значимые объекты
Для нечётной стороны улицы характерна типовая многоэтажная застройка. Чётная сторона может быть разделена на три части. Ближе к Боровскому шоссе расположен жилой комплекс с объектами социальной инфраструктуры-школа и детский сад. Далее, напротив улицы Скульптора Мухиной, находятся бассейн, каток и теннисный центр. Наконец, ближе к Лукинской улице начинается посёлок Чоботы; его домам присвоена нумерация по Чоботовским аллеям и улицам Новые Сады.

## Транспорт

### Метро
- Новопеределкино — на Боровском шоссе, в 300 метрах от начала улицы.

### Автобус
По улице проходят автобусы:
| с258: | 5-й микрорайон Солнцева • Солнцево • Боровское шоссе • Улица Федосьино                    |
| 296:  | Рассказовка • Новопеределкино • Переделкино • Посёлок Переделкино                         |
| 767:  | Улица Федосьино • Новопеределкино • Боровское шоссе • Говорово • Тютчевская • Тёплый Стан |

«→» — остановки проходятся только при движении в прямом направлении; «←» — остановки проходятся только при движении в обратном направлении.